# Centrum handlowe Plaza w Lublinie

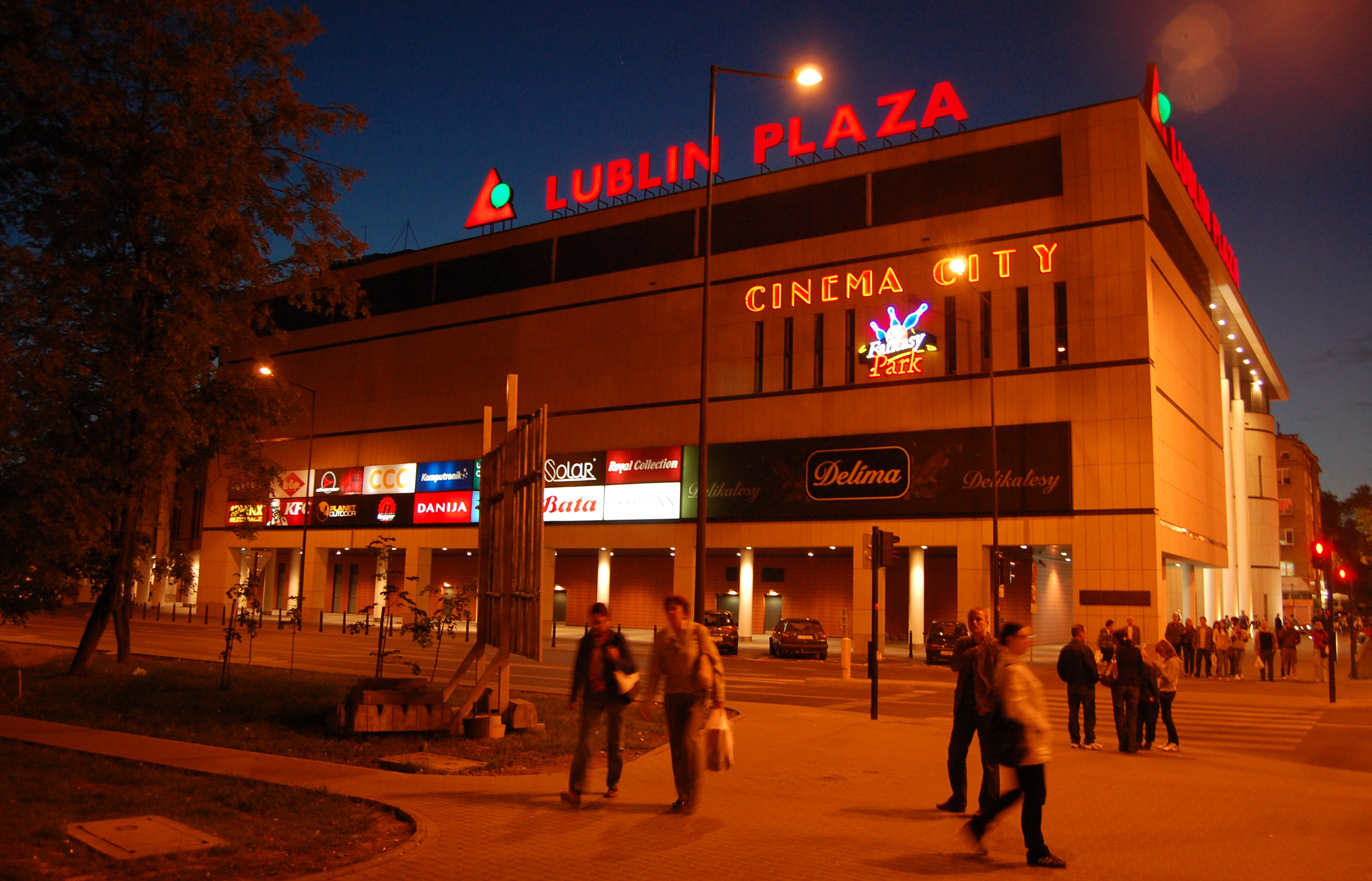
Lubelska Plaza nocą

Lublin Plaza – trzypoziomowe centrum handlowo-rozrywkowe o łącznej powierzchni 68 tys. m² z kinem Cinema City. Wybudowane przez firmę Plaza Centers. Centrum jest zlokalizowane w centrum Lublina, przy ulicy Lipowej 13. Znajduje się tam 150 sklepów, barów, kawiarni i restauracji.
Centrum Plaza mieści się na ul. Lipowej 13 w bezpośrednim sąsiedztwie najstarszego lubelskiego cmentarza.